# Aerolíneas Internacionales
Aerolíneas Internacionales S.A. de C.V. fue una aerolínea que operó en México.

## Historia
Aerolíneas Internacionales fue una aerolínea de bajo costo que inició sus operaciones en julio de 1994 bajo la presidencia de la familia Rodríguez Marie, pero el principal dueño era el Cap. Jorge Rodríguez Marie. "Aerolíneas Internacionales" a pesar de tener ese nombre nunca operó fuera de México.
El permiso de la aerolínea fue cancelado por la Secretaría de Comunicaciones y Transportes debido a  "supuestas violaciones" en las inspecciones de seguridad en sus aviones, cesando las operaciones el 13 de junio de 2003.

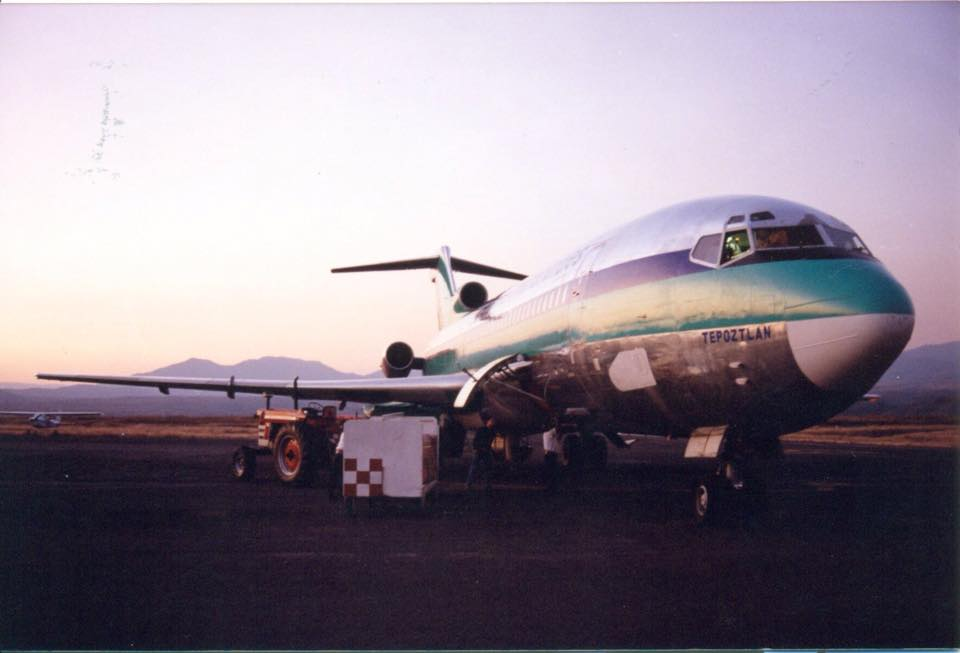
Boeing 727-23 de Aerolíneas Internacionales en el Aeropuerto Internacional General Mariano Matamoros.

## Destinos

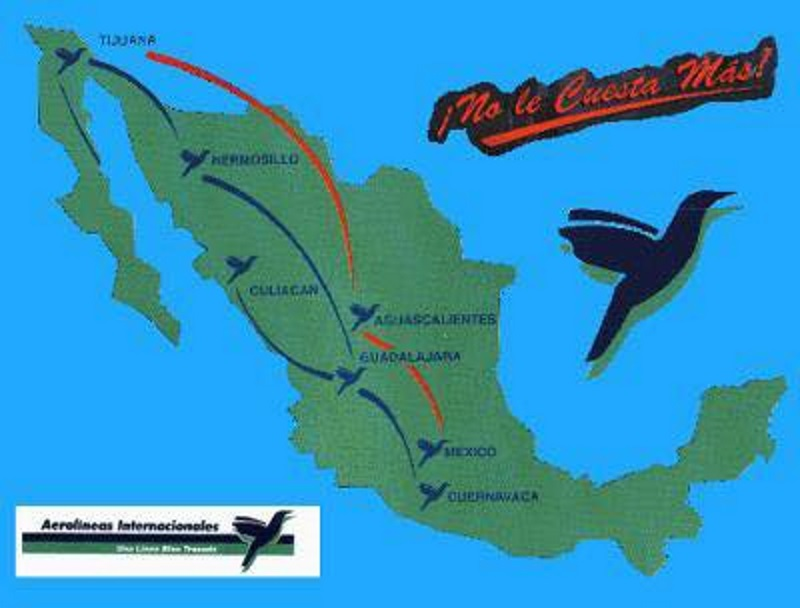
Destinos de Aerolíneas internacionales

## Curiosidades

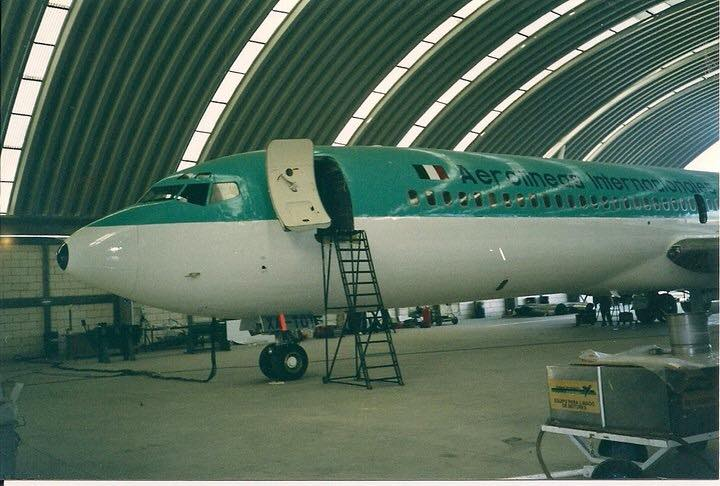
Aerolíneas Internacionales XA-TQT Boeing 727-223

- La mayoría de los Boeing 727 de Aerolíneas Internacionales tenían diferentes colores, pero por lo regular era el esquema de las líneas azul marino y verde aqua, con un acabado metálico.
- El XA-AFB Ex Delta, tenía unos colores que lo hacían único ya que tenía el esquema de Aerolíneas Internacionales sobre el de Delta.
- La mayoría de los Boeing 727 eran ex American Airlines.
- Es la aerolínea que más tiempo ha durado en el Aeropuerto General Mariano Matamoros.
- Muchos de sus aviones tenían nombres de municipios del Estado de Morelos.
- Los colibríes de la parte trasera del avión tenían formas diferentes , algunas personas decían que los pintaban con brocha.
- En los domingos los pilotos portaban uniforme únicamente blanco, supuestamente por una creencia religiosa de la Virgen de Guadalupe.
- Si eras de los primeros en subir al avión, lograbas viajar en asientos de primera clase mas no servicio de primera clase.
- A pesar de su nombre, nunca operó una ruta internacional.

## Flota histórica
| Matrícula | Modelo         | MSN  | Construido | Origen                         | Se convirtieron |
| --------- | -------------- | ---- | ---------- | ------------------------------ | --- |
| XA-AAD    | Boeing 727-223 | 1185 | 23/04/1976 | Ex N850AA - American Airlines  | Preservado en la Universidad Nacional Aeronáutica en Querétaro. 2010 (CJV-QRO)                                                            |
| XA-AFB    | Boeing 727-232 | 1164 | 17/10/1975 | Ex Delta , Ex N461S - Privado. | Destruido en Cuernavaca, Morelos Aeropuerto Gen. Mariano Matamoros (MMCB) CVJ.                                                            |
| XA-TRD    | Boeing 727-2J7 | 949  | 04/06/1973 | Ex 552NA - IAL                 | Se regresó a IAL como N552NA y Destruido en el 2006.                                                                                      |
| XA-TQT    | Boeing 727-223 | 730  | 11/06/1969 | Ex N6835 - American Airlines   | Se vendió en partes en Cuernavaca, Morelos Aeropuerto Gen. Mariano Matamoros (MMCB) CVJ.                                                  |
| XA-SPU    | Boeing 727-223 | 669  | 28/02/1969 | Ex N6828 - American Airlines   | Destruido en Cuernavaca, Morelos Aeropuerto Gen. Mariano Matamoros (MMCB) CVJ.                                                            |
| XA-TPV    | Boeing 727-223 | 657  | 06/11/1968 | Ex N6818 - American Airlines   | Destruido en Cuernavaca, Morelos Aeropuerto Gen. Mariano Matamoros (MMCB) CVJ.                                                            |
| XA-SKC    | Boeing 727-23  | 256  | 03/05/1966 | Ex N1906 - American Airlines   | Vendido a AeroMexico como XA-LSV, actualmente está en Cuernavaca, Morelos a las afueras del Aeropuerto Gen. Mariano Matamoros (MMCB) CVJ. |
| XA-SNW    | Boeing 727-23  | 140  | 27/04/1965 | Ex N1994 - American Airlines   | Abandonado en Cuernavaca, Morelos Aeropuerto Gen. Mariano Matamoros (MMCB) CVJ. Dueño desconocido.                                        |
| XA-RSQ    | DC-9-14        | 37   | 26/05/1966 | Ex N930EA - Emerald Air        | Abandonado en el AICM Aeropuerto internacional de la Ciudad de México. (Supuestamente se vendió a Aviacsa.)                               |

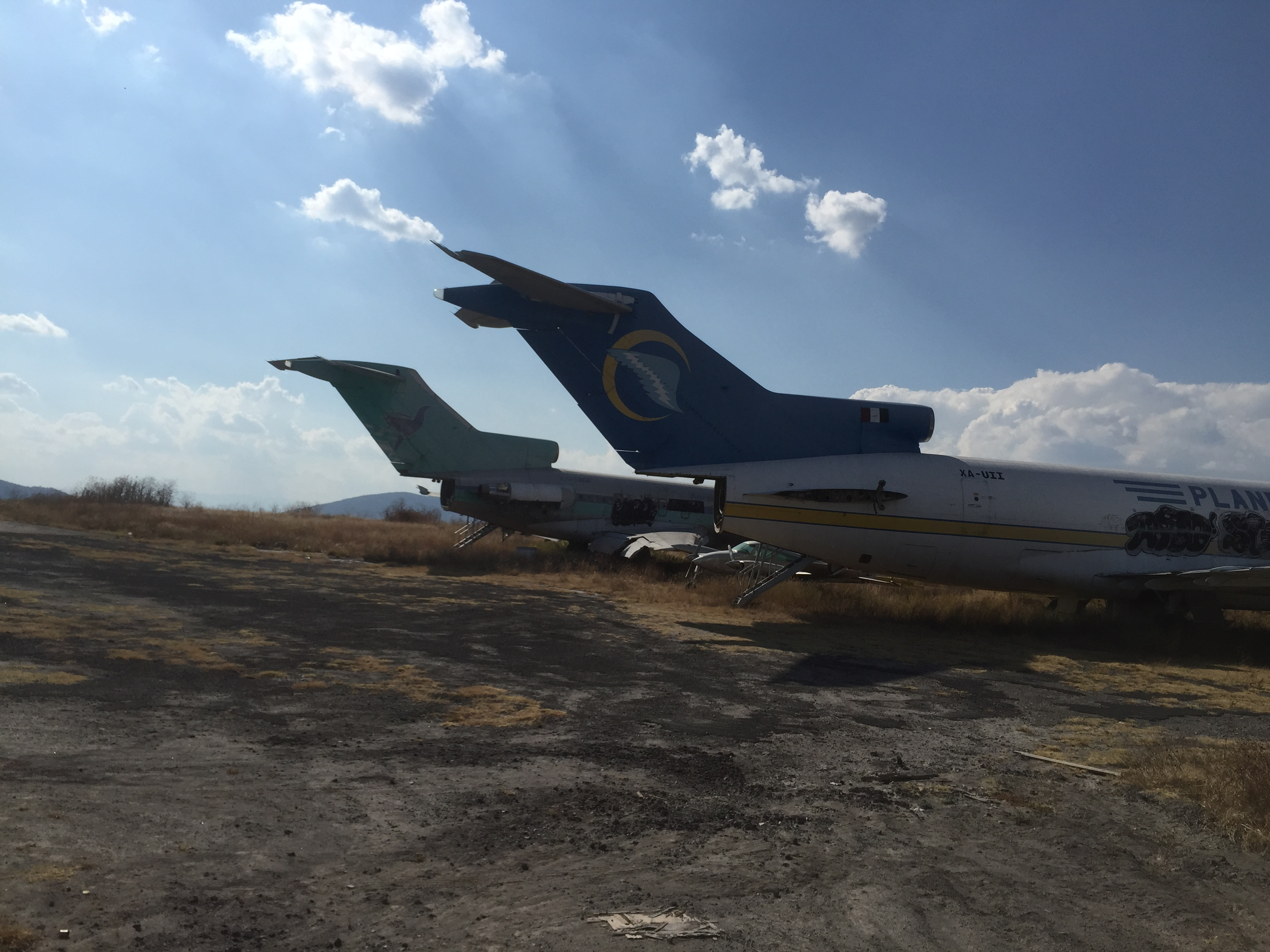
El primer Boeing 727 de Aerolíneas Internacionales todavía se conserva hasta la fecha en el Aeropuerto de Cuernavaca.

- 1 - Douglas DC-9-14, antes de que cerrara la empresa se encontraba fuera de servicio este equipo.
- 6 - Boeing 727-200
- 2 - Boeing 727-100